# فرانچسکا دا ریمینی

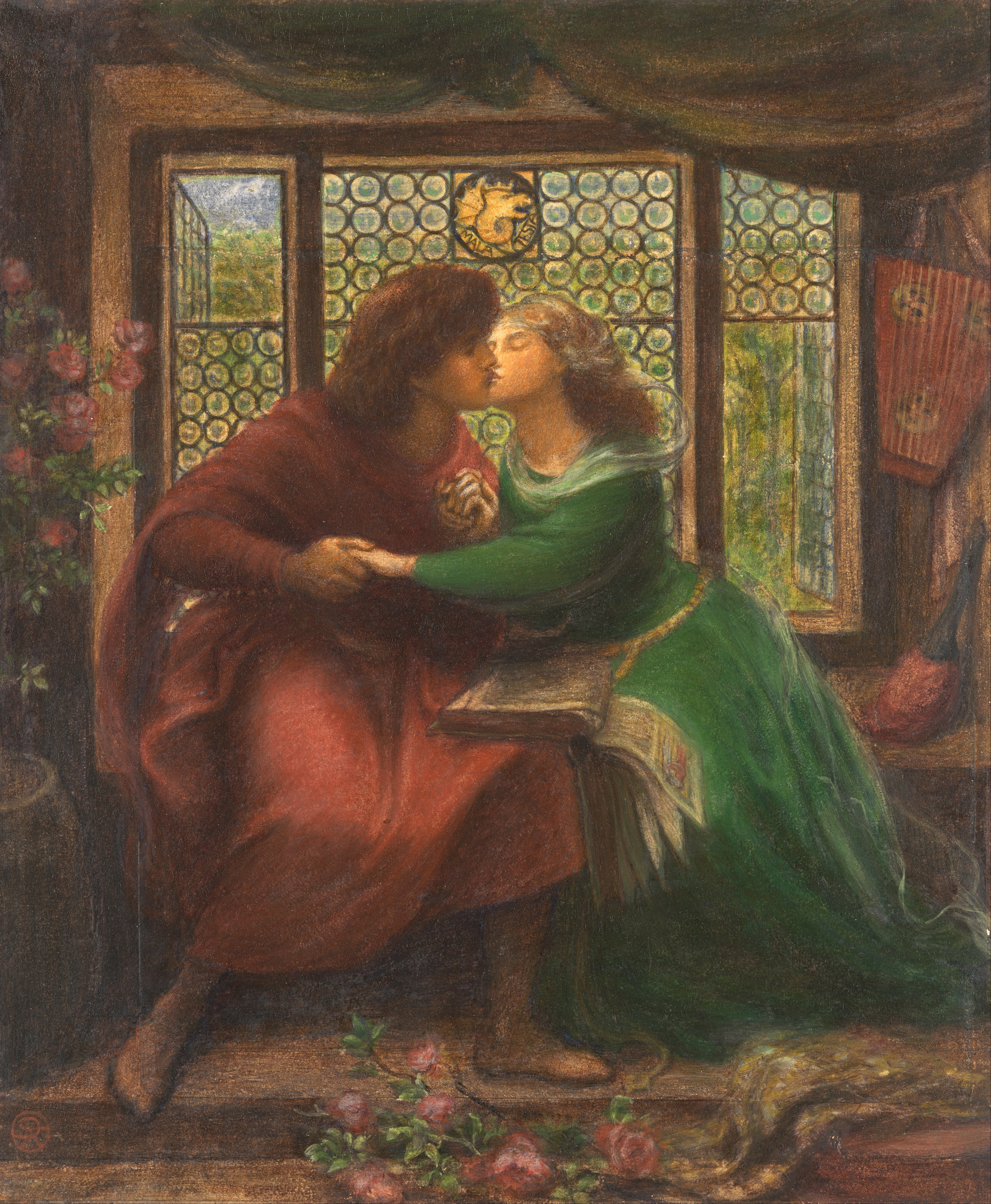
پائولو و فرانچسکا (۱۸۶۷) اثر دانته گابرییل روستی

فرانچسکا دا ریمینی (ایتالیایی: Francesca da Rimini) یا فرانچسکا دا پولنتا (ایتالیایی: Francesca da Polenta) دختر گوئیدو دا پولنتا (ایتالیایی: Guido da Polenta) لرد راونا بود. فرانچسکا هم‌عصر دانته آلیگیری بود که دانته وی را به عنوان شخصیت اصلی در کتاب «کمدی الهی» به تصویر کشید.
فرانچسکا در سال ۱۲۷۵ میلادی یا حوالی آن با جووانی مالاتستا (ایتالیایی: Giovanni Malatesta) ازدواج کرد. جووانی مردی زشت‌رو بود. پس از آنکه فرانچسکا به دربار راه یافت، با دیدن برادر جووانی، پائولو که مردی بسیار زیبا بود، شیفته او شد. آن دو دور از چشم جووانی رابطه عاشقانه‌ای را آغاز کردند. روزی هنگامی که جووانی به قصر برمی‌گردد، فرانچسکا و برادرش را می‌بیند که در حال عشق‌بازی با یکدیگرند. به سرعت با شمشیر به آن‌ها حمله کرده، آن دو را می‌کشد.

## بخشی از اقتباس‌ها
در سده ۱۹ میلادی داستان زندگی پائولو و فرانچسکا الهام‌بخش خلق و اقتباس بسیار آثار نمایشی، اپرایی و سمفونیایی شده‌است.
- دانته آلیگیری، کمدی الهی (۱۳۰۸–۱۳۲۱)
- جیمز هنری لی هانت، داستان ریمینی (۱۸۱۶)
- پائولو کارلینی، فرانچسکا دا رمینی، اپرا (۱۸۲۵)
- یان نرودا، فرانچسکا دا رمینی، نمایشنامه (۱۸۶۰)
- گابریله دانونزیو، فرانچسکا دا رمینی، تراژدی (۱۹۰۱)
- مارسل شووب، فرانچسکا دا رمینی، نمایشنامه (۱۹۰۳)
- سرگئی راخمانینف، فرانچسکا دا رمینی، اپرا (۱۹۰۶)
- ریکاردو زاندونای، فرانچسکا دا رمینی، اپرا (۱۹۱۴)
- پیوتر ایلیچ چایکوفسکی، فرانچسکا دا رمینی، پوئم سمفونیک (۱۸۷۶)
- جواکینو روسینی، فرانچسکا دا رمینی (۱۸۴۸)
- ژان اگوست دومینیک انگر، پائولو و فرانچسکا، روغن روی بوم (۱۸۱۹)
- آری شفر، فرانچسکا دا رمینی، روغن روی بوم (۱۸۵۵)
- گوستاو دوره، فرانچسکا دا رمینی، (۱۸۵۷)
- جرج فردریک واتس، پائولو و فرانچسکا، روغن روی بوم (۱۸۷۲–۱۸۸۴)
- آگوست رودن، بوسه، مجسمه مرمری (۱۸۸۸)

## نگارخانه

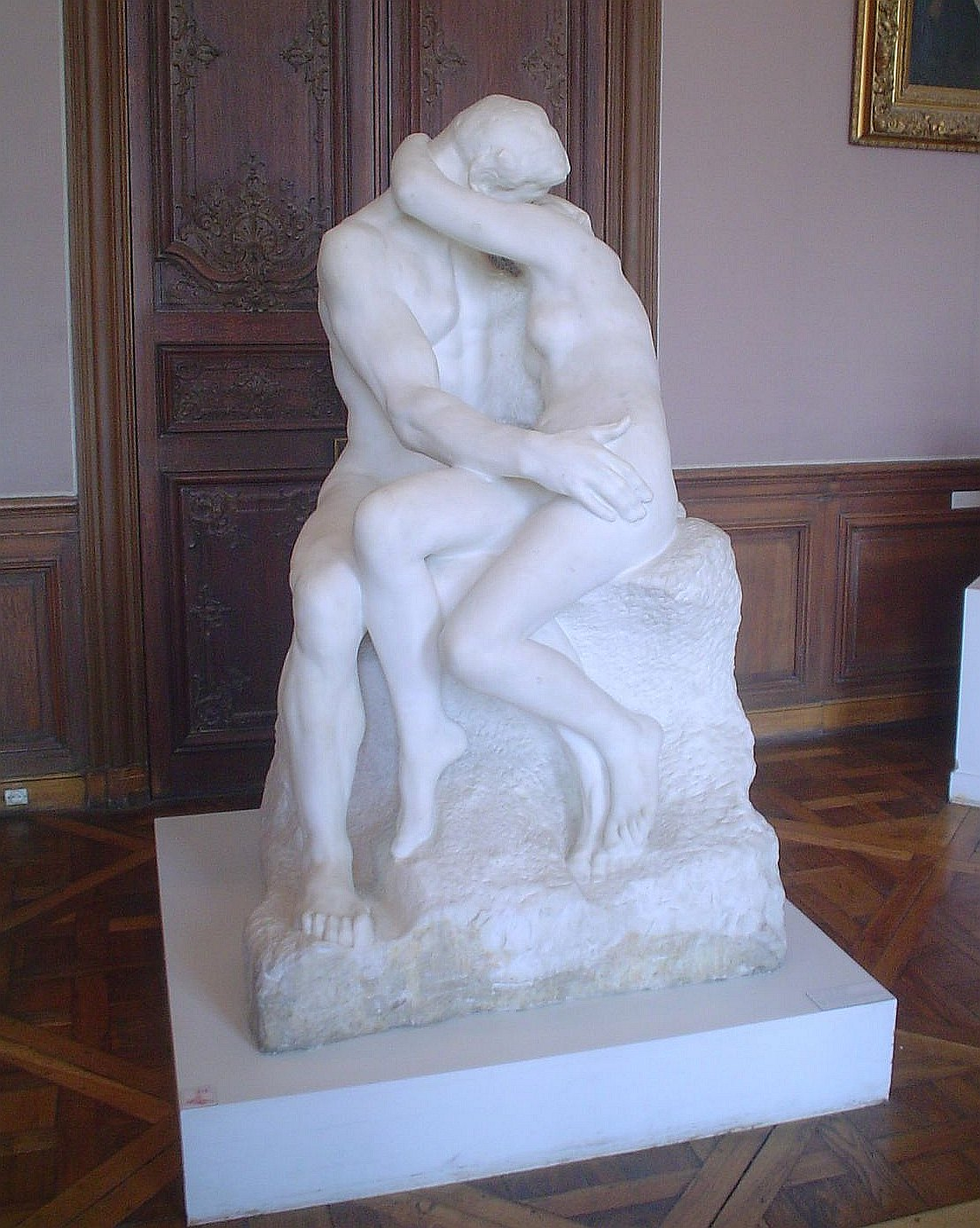
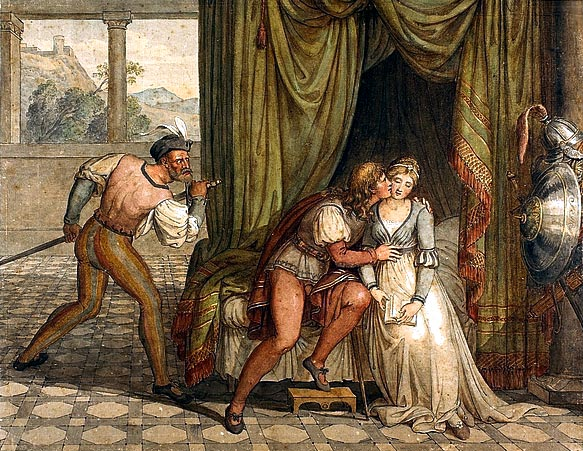
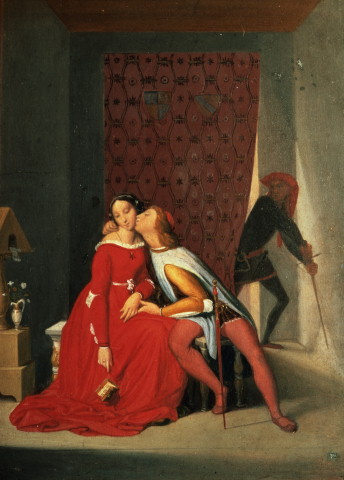
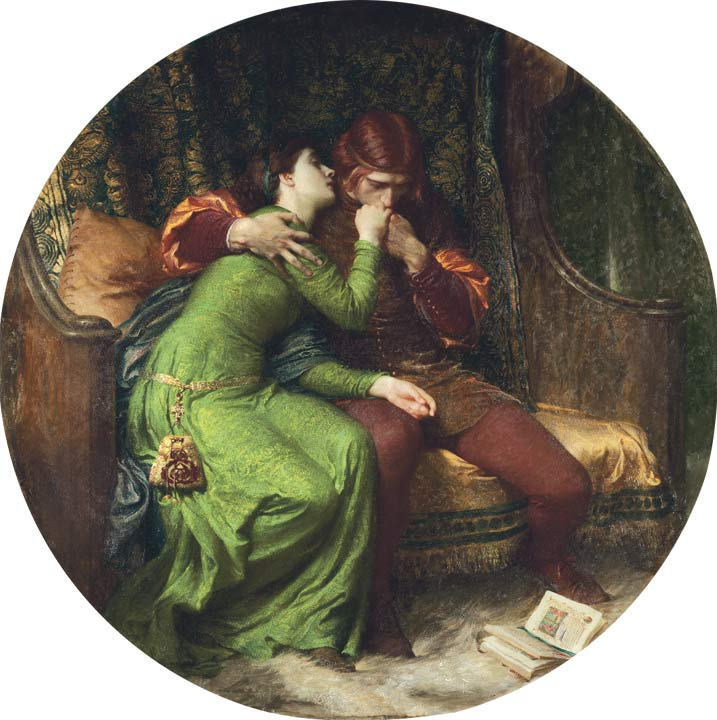